# Презецо
Презецо (итал. Presezzo) је насеље у Италији у округу Бергамо, региону Ломбардија.
Према процени из 2011. у насељу је живело 4918 становника. Насеље се налази на надморској висини од 235 м.

## Становништво
Према резултатима пописа становништва 2011. у општини је живело 4.934 становника.
| 1931. | 1936. | 1951. | 1961. | 1971. | 1981. | 1991. | 2001. | 2011. |
| ----- | ----- | ----- | ----- | ----- | ----- | ----- | ----- | ----- |
| 1.514 | 1.524 | 1.980 | 2.285 | 2.526 | 3.444 | 4.107 | 4.529 | 4.934 |